# کرول بارتز
کرول بارتز (انگلیسی: Carol Bartz؛ زادهٔ ۲۸ اوت ۱۹۴۸) یک مدیر عامل اجرایی اهل ایالات متحده آمریکا است. وی رئیس و مدیر عامل اجرایی پیشین یاهو! و رئیس و مدیر عامل اجرایی در شرکت طراحی معماری و مهندسی نرم‌افزار اتودسک بود.